# Ray Bolger
Ray Bolger est un acteur américain né le 10 janvier 1904 à Dorchester, Massachusetts (États-Unis), et mort le 15 janvier 1987 à Los Angeles (Californie).

## Biographie
Ray Bolger est connu pour avoir tenu le rôle de l'épouvantail dans Le Magicien d'Oz (The Wizard of Oz) en 1939.

## Filmographie
- 1924 : Carrie of the Chorus
- 1929 : La Revue en folie (On with the Show!) d'Alan Crosland : Stage hand
- 1936 : Le Grand Ziegfeld (The Great Ziegfeld) de Robert Z. Leonard
- 1937 : Rosalie de Van Dyke : Bill Delroy
- 1938 : Amants (Sweethearts) de Van Dyke : Hans the Dancer
- 1939 : Le Magicien d'Oz (The Wizard of Oz) de Victor Fleming : Huck / L'épouvantail
- 1941 : Mardi gras (Sunny) d'Herbert Wilcox : Bunny Billings
- 1942 : Four Jacks and a Jill (en) de John Twist : Nifty Sullivan
- 1943 : Le Cabaret des étoiles (Stage Door Canteen) de Frank Borzage
- 1943 : Et la vie recommence (Forever and a Day) : Sentry
- 1946 : Les Demoiselles Harvey (The Harvey Girls) de George Sidney : Chris Maule
- 1949 : Look for the Silver Lining de David Butler : Jack Donahue
- 1952 : La Marraine de Charley (Where's Charley?) de David Butler : Charley Wykeham
- 1952 : Avril à Paris (April in Paris) de David Butler : S. Winthrop Putnam
- 1953 : Where's Raymond? (en) (série télévisée) : Ray Wallace
- 1961 : Babes in Toyland de Jack Donohue : Barnaby
- 1966 : The Daydreamer de Jules Bass : The Pieman
- 1976 : The Entertainer (TV) : Billy Rice
- 1976 : Captains and the Kings (feuilleton TV) : R.J. Squibbs
- 1978 : Three on a Date (TV) : Andrew
- 1978 : La Petite Maison dans la prairie (The House on the Prairie) (série télévisée) saison 5, épisode 5 (Le retour (1/2) (There's No Place Like Home: Part 1) ) : Toby Noe + saison 5, épisode 17 (Le bal (1/2) (Dance with me: Part 1) ) : Toby Noe + saison 5, épisode 18 (Le bal (2/2) (Dance with me: Part 2) ) : Toby Noe
- 1979 : Heaven Only Knows (TV) : Simon
- 1979 : The Runner Stumbles (en) de Stanley Kramer : Monsignor Nicholson
- 1979 : Just You and Me, Kid (en) de Leonard B. Stern (en) : Tom
- 1979 : Galactica (TV) : Vector.

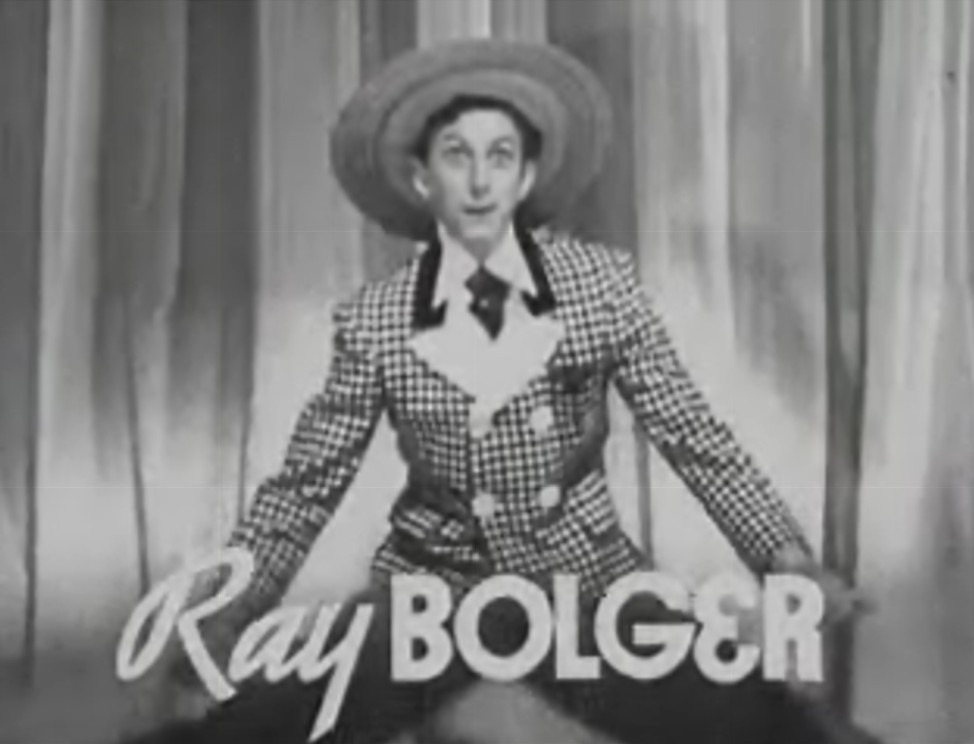
The Great Ziegfeld (1936).
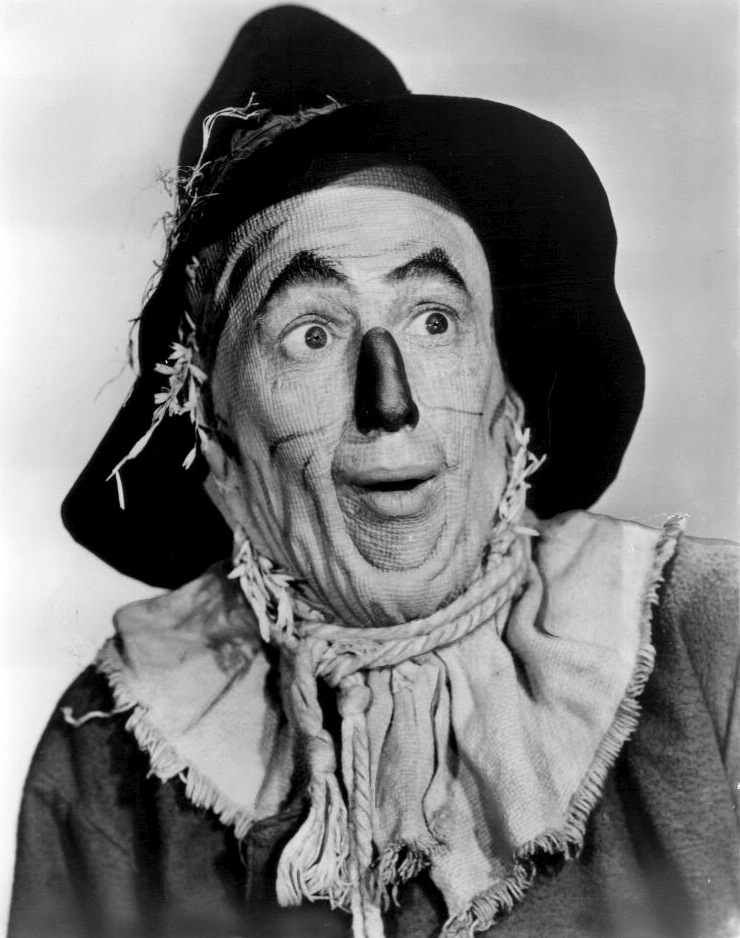
Rôle de l'épouvantail dans Le Magicien d'Oz
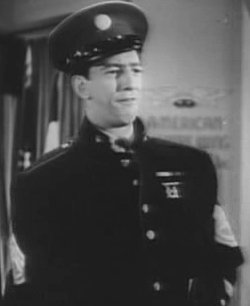
Dans Le Cabaret des étoiles (1943).
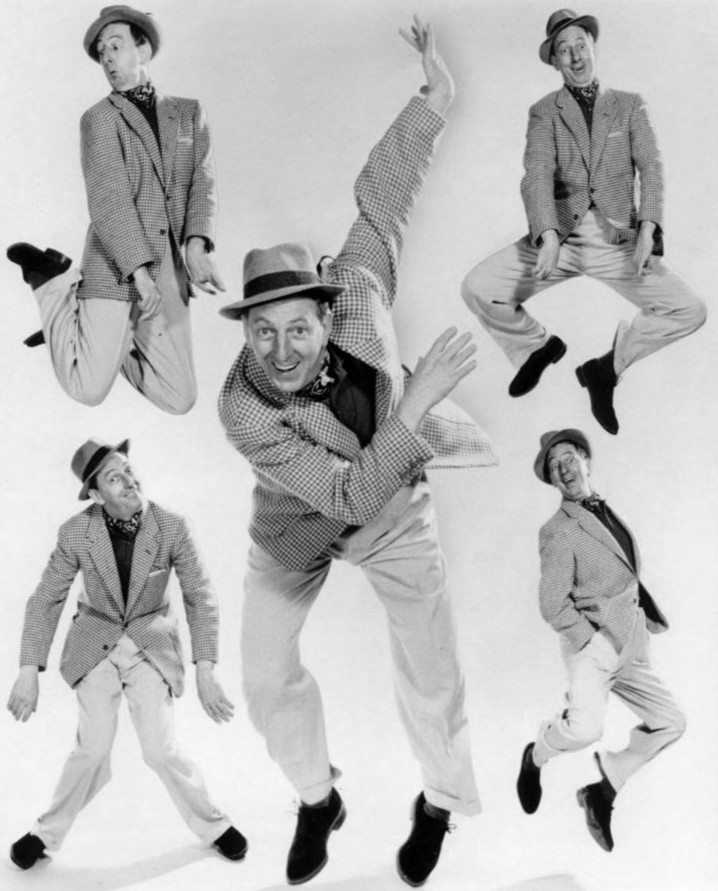
Ray Bolger, Photo promotionnelle pour The Bell Telephone Hour (1963).
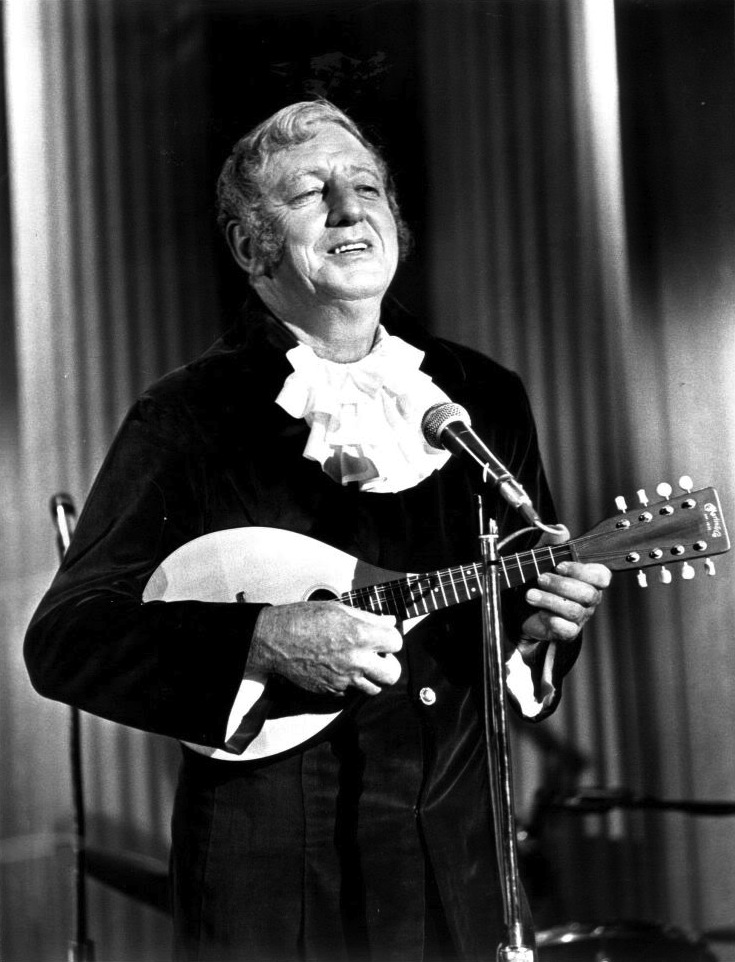
Partridge Family (1970)